# Farid Sid
Pour les articles homonymes, voir Sid.

a Compétitions nationales et continentales officielles uniquement.

Dernière mise à jour le 2 mai 2014.
Farid Sid, né le 27 mars 1979 à Perpignan, est un joueur de rugby à XV et rugby à XIII français qui évolue au poste d'ailier. Farid Sid est petit-fils d'un ancien harki et a vécu son enfance dans la Cité du Réart de Rivesaltes, là où ont été relogés des anciens harkis et leurs familles après avoir séjourné au camp de Rivesaltes. Après une longue carrière en rugby à XV qui l'a notamment vu remporté le Championnat de France avec Perpignan, il opte pour le rugby à XIII en fin de carrière avec Lézignan.

## Carrière

### En club
- 1997-2003 : USA Perpignan
- 2003-2004 : US Colomiers
- 2004-2008 : CA Brive
- 2008-2013 : USA Perpignan
- 2013-2014 : Leucate-Roquefort
- 2014-2015 : FC Lézignan XIII

### Barbarians
En novembre 2009, il est invité avec les Barbarians français pour jouer un match contre un XV de l'Europe FIRA-AER au Stade Roi Baudouin à Bruxelles. Ce match est organisé à l'occasion du 75e anniversaire de la FIRA – Association européenne de rugby. Les Baa-Baas l'emportent 26 à 39.

## Palmarès
Avec l'USA Perpignan
- Top 14 :
  - Champion (1) : 2009